# Esdoornboogbladroller
De esdoornboogbladroller (Acleris sparsana) is een vlinder uit de familie van de bladrollers (Tortricidae). De spanwijdte van de vlinder bedraagt tussen de 18 en 22 millimeter. De soort overwintert als imago.

## Waardplanten
De esdoornboogbladroller heeft Fagus, haagbeuk, wilgen, eiken en esdoorns als waardplanten.

## Voorkomen in Nederland en België
De esdoornboogbladroller is in Nederland en in België een vrij algemene soort, die verspreid over het hele gebied kan worden gezien. De soort vliegt van juni tot april van het volgende jaar.